# Falcó mostatxut oriental
El falcó mostatxut oriental (Falco severus) és una espècie d'ocell rapinyaire de la família dels falcònids (Falconidae) que habita zones de bosc clar i terres de conreu des del nord del Pakistan cap a l'est, pel nord de l'Índia fins Bangladesh, Myanmar i sud de la Xina, Sud-est Asiàtic, i a través d'Indonèsia i Filipines fins Nova Guinea, Nova Bretanya i les Illes Salomó. El seu estat de conservació es considera de risc mínim.